# Парк імені Марека Ґрехути (Краків)

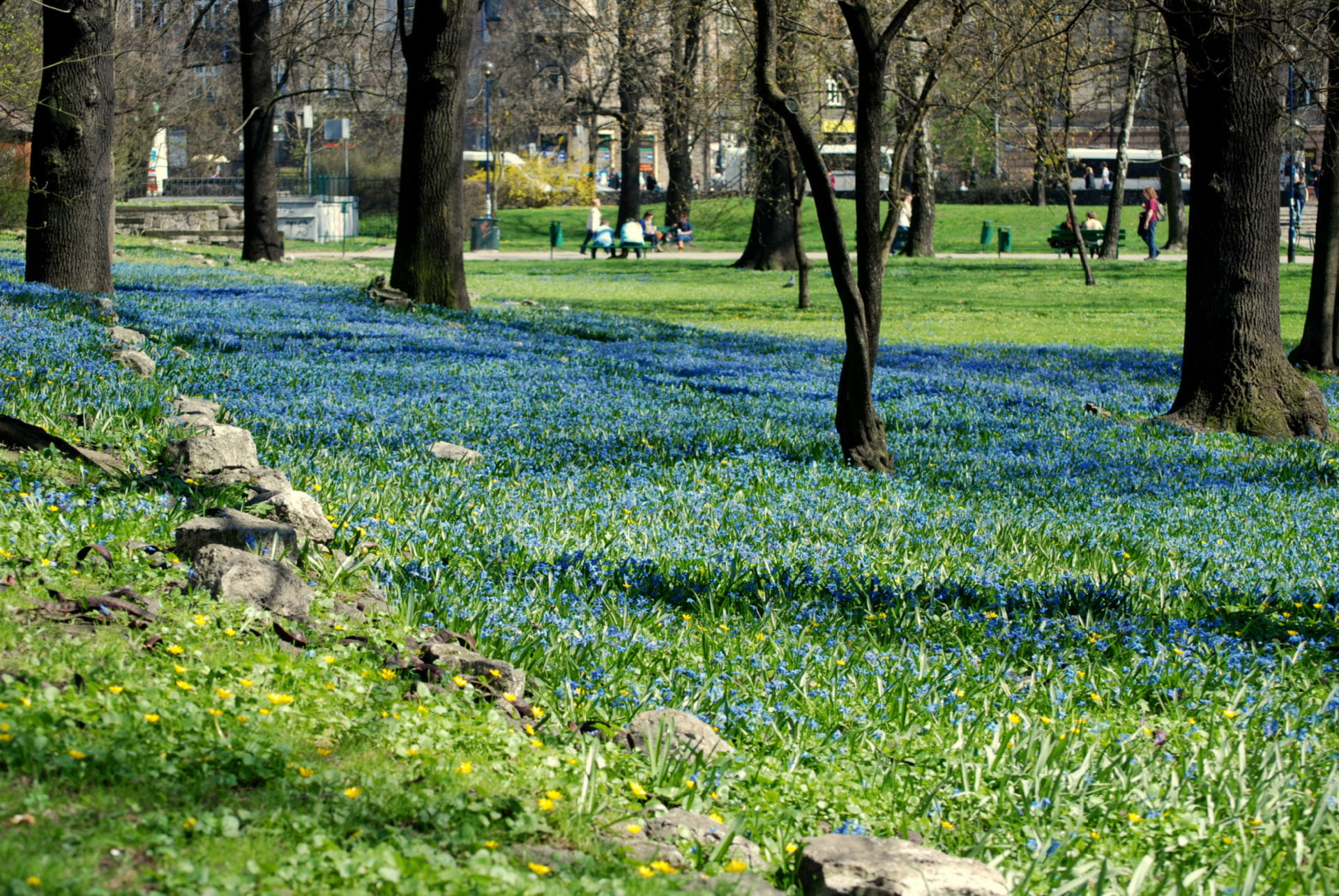
Проліски пониклі у Краківському парку

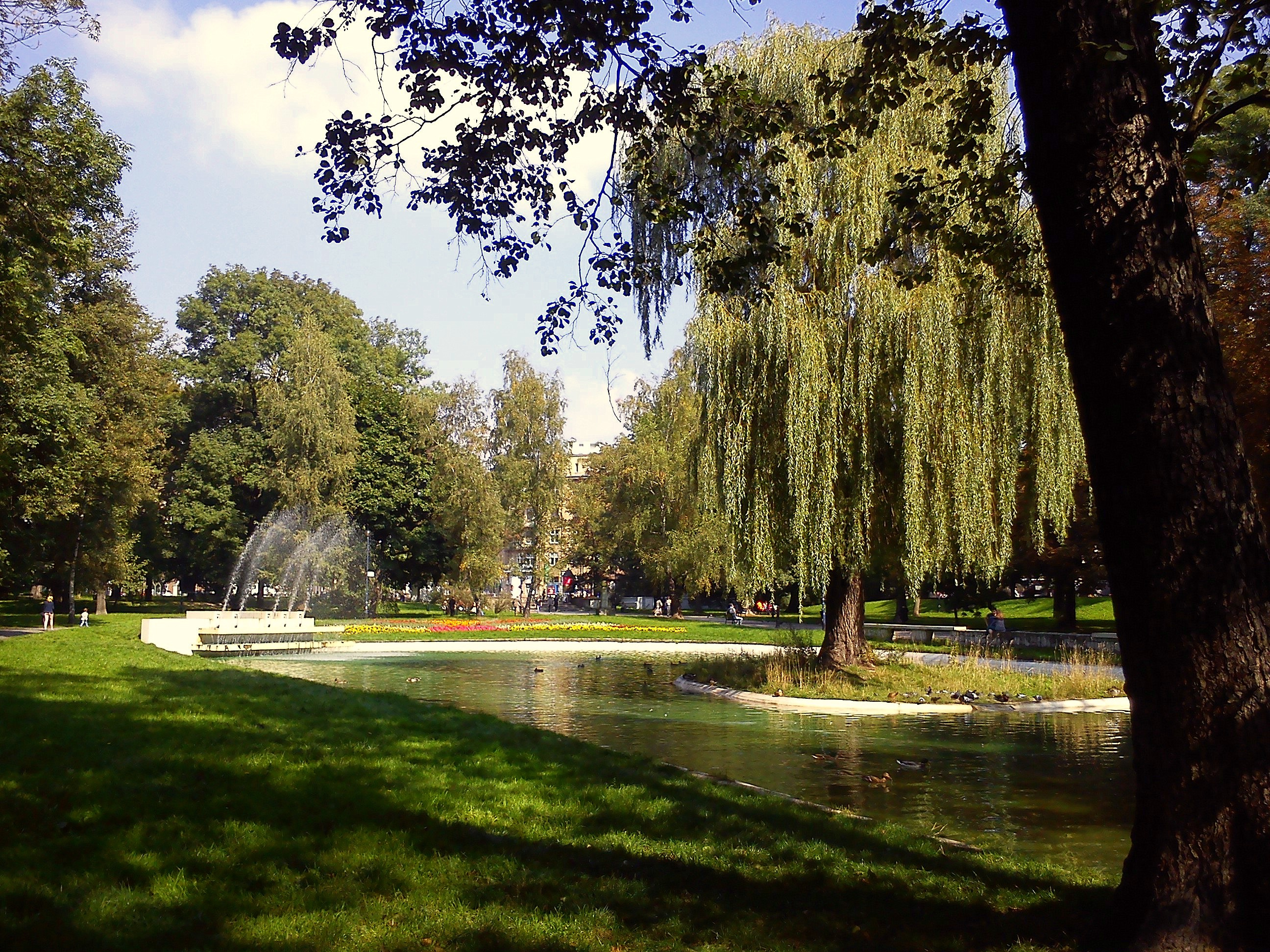
Фонтан у Краківському парку

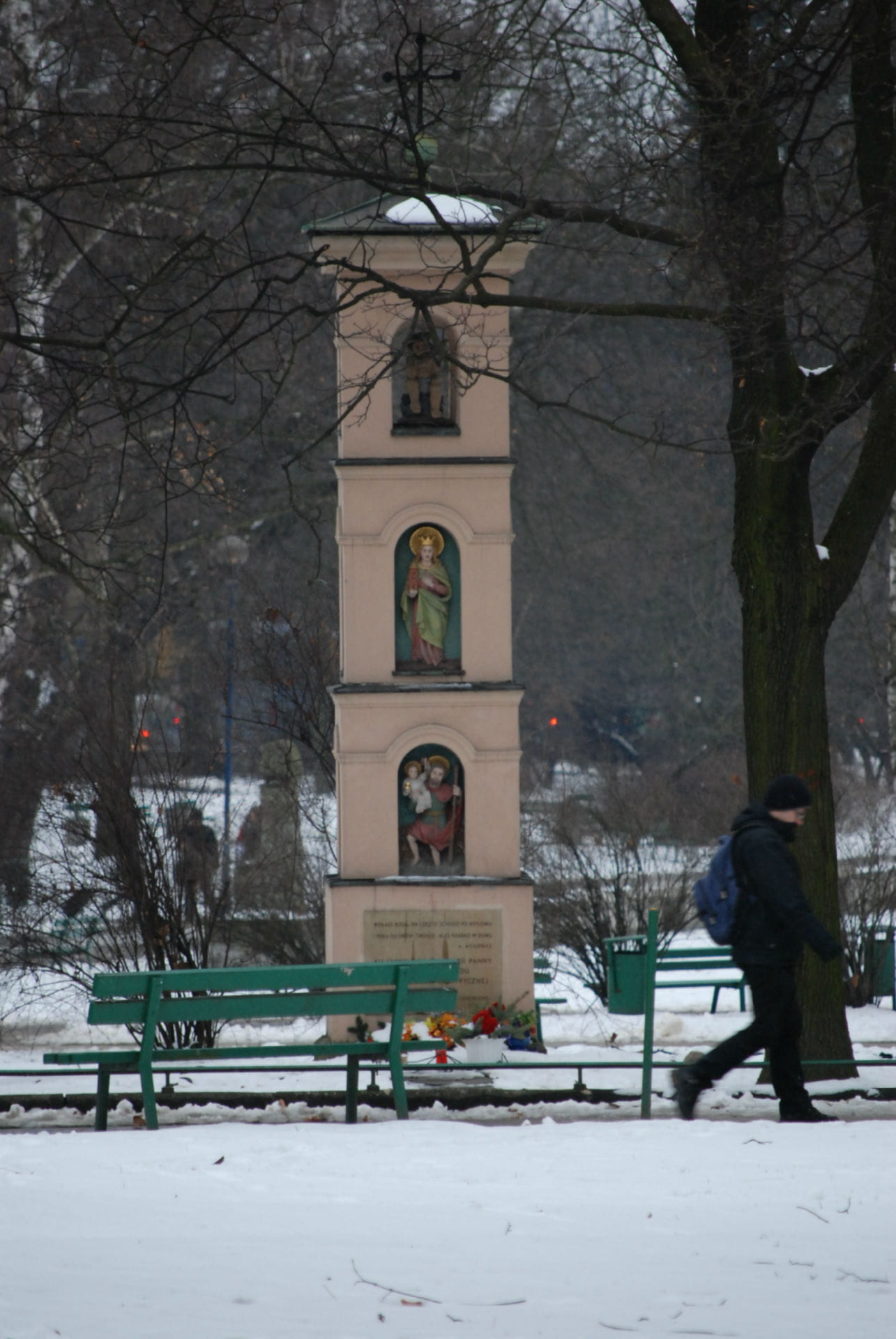
Ліхтар мертвих

Парк Краківський імені Марека Ґрехути (пол. Park Krakowski im. Marka Grechuty)– міський парк у Кракові, названий на честь Марека Ґрехути. Розташований у дільниці V Кроводжа між вулицями Чарновеською (пол. Czarnowiejska) на півдні, Шимановського (пол. Szymanowskiego) на заході, Площі Інвалідів (пол. Plac Inwalidów) і Королівською (пол. Królewska) на півночі та Алеєю Адама Міцкевича (пол. Aleja Adama Mickiewicza) на сході. Площа парку 5,34 га, за іншими даними 4,77 га.

## Історія
Парк заснований за межами тогочасного Кракова, у Чарній Всі та частково в Новій Всі Станіславом Реманом — підприємцем і ресторатором, а на той час міським радним, як відповідь на потреби нового місця відпочинку та розваги для мешканців Кракова. У 1885 році Реман орендував у війська під парк територію площею приблизно 7 га у смузі укріплень наприкінці вулиці Кармелітської. Парк відкрито в 1887 році.
На основі історичних досліджень виділяють чотири фази розвитку Краківського парку:

### Фаза I
Тривала приблизно з 1885 року до 1938 року. У той час Краківський парк мав характер народного саду (так званого foksal), який забезпечував розваги для мешканців за зразком віденських. Домінувала геометрична композиція з центральною восьмикутною площею та розважальними закладами, розташованими в північній частині парку, наприклад, ресторан, кав'ярня, кондитерська, музичні павільйони, гойдалки, боулінг, басейн, капличка, а також зимова гірка та Літній театр. Цей театр, також відомий як «Розмаїтості» (пол. Rozmaitości) або «Людовий» (пол. Ludowy), розташований біля головного входу з вулиці Кармелітської, був відкритий у 1893 році. Саме на цій сцені 23 липня 1898 року відбулася прем'єра водевілю Константія Крумловського «Королева передмістя». Спочатку це була невелика дерев'яна будівля з невеликою сценою, але поступово її розширювали в 1896, 1902, 1905 і 1907 роках. У 1914 році зала могла вмістити 634 глядачі сидячи і близько 120 стоячи. Директором театру на той час був Едмунд Риґер. У серпні того ж року театр перенесли на вулицю Райську. Приміщення, яке займав Літній театр, пізніше використовувалося для оперети. Композиція центральної частини містила менше будівельних об'єктів, а функція була більше прогулянковою, що складалася з семи паралельних доріжок, пересічених поперечними доріжками. У цій частині був прямокутний ставок. У південній частині парку, на нинішній вулиці Чарновейській, була будівля Чарновейської митниці, господарські будівлі та городи овочеві. У західній частині, з боку нинішньої вулиці Шимановського, була територія, призначена для фізичних вправ, де в 1905 році був заснований невеликий звіринець, власником якого був Антоній Мусьолек. На території, огородженій парканом, були представлені серед іншого лами, ведмеді, вовки, пуми, леопарди, борсуки, лисиці, косулі, олені, бізони та дикобрази, а також птахи, що містилися в клітках, такі як орли, ара, філіни, какаду, фазани, голуби та кури. У такому вигляді звіринець проіснував до 1914 року. Пізніше на цій території розмістили школу верхової їзди та тенісні корти.
З півночі парк примикав до бастіону II «Нововейського», зі сходу до фортечного валу, на якому невдовзі після заснування парку були прокладені колії Окружної залізниці, із заходу до притоки річки Млинувка Крулевська (пол. Młynówka Królewska), води з котрої живили ставок у парку. У 1886 році була запущена друга лінія кінного трамваю за маршрутом Rynek Główny-ulica Szewska-Park Krakowski, що призвело до того, що парк відвідувала більша кількість краків'ян. 16 травня 1901 року лінію трамваю підключили до електричної тяги .
У 1906 році Краківський парк, внаслідок викупу гміною у війська старих фортифікаційних поясів, став власністю міста. У 1909 році в рамках реалізації Регуляційного плану Великого Кракова Чарна Весь була включена в межі міста, в якому розташувався Краківський парк. У 1910 році було завершено конкурс містобудування, на якому були подані різні концепції просторового розвитку для Краківського парку та району Чарна Весь і Нова Весь, які були нещодавно приєднані до міста, а пізніше Алеї Трьох Пророків (пол. Aleia Trzech Wieszczów). Серед надісланих робіт були пропозиції щодо будівництва будівлі Народного театру на площі Інвалідів (пол. Plac Inwalidów) поблизу парку, пропозиція Яна Раковича, автора 2-ї премії конкурсу, передбачала перетворення Краківського парку на великий зоологічний сад, а також концепцію лауреата ІІІ премії Станіслава Голінського, яка передбачала перетворення парку на сад Виспянського зі статуєю поета. Були також пропозиції продовжити вулицю Кохановського в бік Чорної Вісі та перерізати нею парк. У 1911 році Обхідну залізницю було ліквідовано, а на її місці прокладено Алеї Трьох Пророків. З 1920-х років аж кінця 1930-х років вулиці, що межують із парком — Шимановського, Леа, площа Інвалідів — послідовно забудовуються модерністськими кам'яницями та ущільнюється забудова Алеї Міцкевича. У 1920-х роках існував також нереалізований план повного перекриття Краківського парку адміністративними, житловими та громадськими будівлями. Зі старого планування мав бути збережений лише басейн і ставок. У 1930-х роках у зв'язку з розбудовою та регуляцією міста парк зменшився з початкових 7 га приблизно на 2 га. У міжвоєнний період парк мав лише спортивно-розважальну функцію, тому в його композиції було представлено менше декоративних рослин, кущів та багаторічних рослин.

### II етап
Це тривало приблизно з 1938 до 1950 року. Через забудову району у міжвоєнний період новими модерністськими житловими будинками високого стандарту для тих часів, попередня розважально-народна функція парку вже не відповідала йому. Незважаючи на те, що перші спроби змінити характер парку були зроблені ще з 1910 р. в рамках регулювання району, лише в 1937/1938 р. в інвестиційній програмі м. Краків було виділено суму 130 000 злотих згідно кошторису Управління садів на реконструкцію Краківського парку. У цей період також був розроблений проєкт відділом будівництва Управління розвитку міста, який передбачав повну зміну композиції та призначення парку. Композицію мали змінити з геометричної на більш невимушену, а функцію з розважальної на прогулянкову та дозвільну. На зміну колишнім прямим алеям прийшли нові, криволінійні, іноді на основі попередніх. Усі споруди парку, включно з басейном, демонтовано. Залишилися лише сторожка, трансформатор і ставок, який, однак, підлягали реконструкції та розширенню. На ставку запроектували два острови: «грушоподібний» з деревами та круглий з містком та альтанкою. Цей круглий острів був розміщений у проекті саме на місці круглого газону з басейном з першої черги, тож певною мірою він поєднав два планування. У північній частині парку, навпроти головного входу, також було спроектовано будівлю кафе, яка, як і весь проект ставка, так і не була реалізована.
Будівельні роботи тривали з 1938 по 1939 роки, коли їх перервала війна. Під час Другої світової війни та нацистської окупації деякі перетворення в парку також були зроблені німцями, але через існуючу ситуацію оригінальний проект розвитку парку від 1938 року так і не був повністю реалізований . З 20 червня 1942 року Краківський парк почав передаватись у виключне користування німцям.

### ІІІ етап
Це тривало приблизно з 1950 по 2017 рік. Після Другої світової війни, у зв'язку з попередньою зміною характеру району та подальшим розвитком міста, парк, який півстоліття тому знаходився за межами міста, опинився в його центрі. У післявоєнний час Краківський парк отримав ще одну функцію — транзитну. Терен, котрий перетинала велика кількість людей транзитом, напр. зі сторони розв'язки на площі Інвалідів до об'єктів Науково-технічного університету Гірничо-металургійної академії. Тому парк мав аж 12 входів, більшість із яких були побудовані після війни. Просторова композиція та планування доріжок залишилися майже такими ж, як і в II фазі. Основні зміни парку в 1950-х роках пов'язані з реконструкцією ставка, на якому з'явилися острів і фонтан, його обнесли муром. Також облаштували елементи для гри дітей та завершили посадки. У 1965 році Краківський трудовий кооператив «Граніт» як акт співробітництва збудував у парку нові сходи. У 1974 році в парку була розміщена група сучасних скульптур з металу, каменю та бетону. Вони надали Краківському парку своєрідну форму картинної галереї під відкритим небом. 14 липня 1976 року парк занесено до реєстру пам'яток. У 80-90-х роках ХХ століття з'явилися нові концепції на форму парку, зокрема проектування велосипедного маршруту між Віслинськими бульварами та житловий масив "Кроводжа Гурка" (Krowodrza Górka), котрий мав пролягати через його територію.
У 1994 році на замовлення муніципального консерватора пам'яток було розроблено проектну концепцію, яка передбачала об'єднання Краківського парку з площею Інвалідів, тобто його колишньою невід'ємною частиною, та впорядкування зелених насаджень шляхом видалення самосійних дерев, старих і хворих дерев чи занадто густих насаджень. Композиція мала залишатися переважно вільною, з елементами геометричної композиції лише в околицях майданчика розваг. У комунікаційному контексті концепція передбачала зменшення кількості нових входів до парку з вулиці Шимановського. На основі концепції розвитку парку 1994 року наступні були створені у 2004 та 2011 роках. Вони передбачали, окрім раніше запропонованого збільшення частки багаторічних і ґрунтопокривних рослин у складі парку, також обмеження кількості функцій, які виконує парк. У 2008 році ставок та острівець на ньому відремонтували та встановили новий фонтан.

### Фаза IV
Вона триває з 2017 року. Продовженням попередньої довготривалої проектної роботи над новою формою Краківського парку є проект ревіталізації 2016—2018 років. У його сферу входили всі питання інфраструктури парку, зокрема алеї, мала архітектура, інвентаризація зелених насаджень та збереження скульптур. На основі цього проекту у 2017 році було розпочато капітальний ремонт парку. Під час ремонту було видано розпорядження міського голови міста Кракова від 30 квітня 2018 року No 1097/2018 про прийняття та внесення на розгляд Краківської міської ради проекту рішення Краківської міської ради про присвоєння Краківському парку імені Марека Ґрехути, а також прийняття положення про парк та визначення його меж. Офіційне відкриття парку після реконструкції відбулося 2 червня 2018 року під час спеціально організованого пікніка з обширними майстер-класами та освітньою програмою. Церемонію відкриття здійснив мер Кракова Яцек Майхровський.
Після реконструкції Краківський парк постає в зовсім іншому вигляді, як місце експозиції 19-ти оновлених скульптур на тлі гладких газонів. Його збагатили луки, утворені багатьма видами багаторічних рослин і барвистими квітковими килимами, які збагачують колорит раніше переважно зеленого та одноманітного ландшафту. Доріжки були обладнані новим покриттям — переважно гравійним, лише на головній та найбільш відвідуваній алеї від головного входу біля площі Інвалідів до вулиці Чарновейської покладено асфальтне покриття. Встановлено нові світлодіодні ліхтарі. З'явилася нова мала архітектура, така як лавки, урни для сміття, стійки для велосипедів, столи для шахів і пікніка, столи для настільного тенісу, а також годівниці для птахів і ящики для гніздування. Також було модернізовано майданчик розваг, розташований у західній частині парку, з боку вулиці Шимановського. З'явився грабова кімната з читальнею та бібліотечкою для обміну книгами та місцем для гри в буль. Оновлений ставок-фонтан змінив колір чаші із синього на сірий. Для того, щоб зробити парк більш доступним для людей з обмеженими можливостями, з площі Інвалідів зробили пандуси. У парку є окрема зона для куріння. Ремонт коштував понад 6 мільйонів злотих.

## Рослинність
Первісна природа зелених насаджень на території сучасного Краківського парку була тісно пов'язана з природними водно-болотними угіддями, через які протікають рукави Młynówka Królewska. Характерними породами дерев для таких територій є вільха чорна, в'яз європейський та тополя біла. Після створення парку, коли почала формуватися його перша, геометрична композиція, вздовж доріжок рядами висаджували дерева — переважно ясени та в'язи. Донині ці ряди насаджень демонструють маршрути ліквідованих або трансформованих роками алей. На другому етапі формування парку його ландшафт урізноманітнили екзотичними кущами та деревами, напр. каркас західний, бузок китайський, катальпа бігнонійова, сосна веймута, жасмин, а також вздовж алеї Міцкевича та ставка ростуть італійські тополі. Після війни, у 1950-х роках, після впорядкування парку було збільшено кількість дерев і кущів. Відтоді в композиції парку переважають місцеві породи дерев: липа, ясен європейський, клени звичайні, в'язи європейські, тополі білі та вільхи чорні. На задньому плані — групи беріз . Серед видового складу екзотичних рослин можна виділити американські тюльпанові дерева, шовковицю білу, акацію та гледичію . У парку росте близько 30 видів і сортів чагарників, напр. породи кизилу : білий, їстівний, береза . З хвойних порід парку представлені модрина європейська, ялина звичайна, ялина блакитна та ялиця срібляста. Район Краківського парку густо лісистий і тінистий — великих галявин тут немає. Вздовж меж парку ростуть живі огорожі.
Під час реконструкції парку у 2017/2018 роках у склад деревостану введено ясени вузьколисті, клени польові та липу кримську. У південно-східній частині парку висаджено каштани. У центральній і північній частинах інтродукували яблуню, а в західну — калину. З боку Алей Трьох Пророків створено шпалери кущів з роду ірга Ламарка, котрі доповнені раніше існуючими на цьому місці ліщиною звичайною, живолистом шорстким, сніжноягідниками білими, форзиціями проміжними та жасмінами запашними. Як домінанти в зонах, зарослих багаторічниками, посаджено між іншим гортензії. На території парку створені багаторічні луки з шістьма провідними групами рослин: півонії, лілійники, астільби та щириці, ковила та живокосту, маренки та калімери, а також герань та спориш. Їх доповнили цибулинними рослинами: нарцисами, крокусами, пролісками, підсніжниками та ранниками. Оформлені таким чином луки забезпечують цвітіння з ранньої весни до пізньої осені. Окремі види рослин, що квітнуть на галявинах парку, розміщуються групами в певних місцях відповідно до даної групи кольорів. Таким чином, з боку площі Інвалідів провідними рослинами є біло-блакитні квіти, вздовж алеї Міцкевича квітучі біло-червоними відтінками, біля ставка з площі Інвалідів квітучі жовтими, збоку від вул. Леа, квітучі у світло-блакитних відтінках, тоді як у південно-східній частині парку лідирують рослини, квітучі у фіолетових відтінках. Всю рослинну композицію доповнюють дві клумби для сезонних рослин. Майже половину площі парку, близько 2,45 га, займають газони.

## Скульптури під відкритим небом
Важливим елементом композиції Краківського парку є постійна галерея сучасних скульптур під відкритим небом. Галерея складається з двох команд. Перший був реалізований у 1970-х роках і створений у результаті реалізації проєкту під назвою «Проєкт художнього впорядкування Краківського парку». Реалізація цього проєкту пов'язана з багаторічними зусиллями краківських скульпторів на початку 1970-х років щодо пошуку творчих майстерень. У жовтні 1970 року в залі кінотеатру «Київ» відбулася виставка проєктів пленерних скульптур. Скульптури художників, часто без назв, відрізнялися чистотою форми, покликаної естетично вписатися в ландшафт, урізноманітнити і прикрасити його. У рамках цього заходу дизайнери самі обирали місця розташування окремих скульптур. Вони мали стати противагою реалістичним чи символічним пам'ятникам конкретних постатей і експозиційним скульптурам, які передбачалися носіями певного змісту. Після представлення концепції радникам Національної ради округу Звежинець її було прийнято до реалізації. Художникам були надані матеріали (камінь, метал, дерево), а рада власними силами виготовила бетонні постаменти. Команда художників виготовила скульптури як соціальний акт і передала їх через Асоціацію польських художників і дизайнерів. Через ту саму асоціацію художників місто, в знак вдячності, передало художникам площу для майстерень скульпторів на вулиці Емаус у Звежинці. Ці майстерні вже добудували та обладнали за власні кошти самі художники. Ця колекція скульптур була розміщена в Краківському парку в 1974 році. Авторами подарованих скульптур були між іншим Вінцентій Кучма, Богуслав Ґабрись, Кшиштоф Кендзерський, Тадеуш Мазурек, Станіслав Пленсковський та Юзеф Сенковський. Залишилась одна скульптура невідомого автора. Проте роботи Стефана Боженцького, Антонія Гайдецького та Яна Сека не збереглися через використання нестійких матеріалів при виготовленні скульптур для зовнішніх умов — переважно зварної сталі та дерева. Скульптура Антонія Гайдецького була виготовлена зі зварної сталі та розташована біля ставка, робота Стефана Боженцького, також зроблена зі зварної сталі, була розташована в центральній частині парку, а скульптура Яна Сєка була виготовлена з дерева під назвою Ікар.
Другий ансамбль, що входить до галереї скульптур під відкритим небом, — це колекція скульптур Романа Тарковського. 26 квітня 1998 року цей скульптор запропонував передати місту Кракові 14 бетонних скульптур. Згідно з описом автора, скульптур, виконаних у техніці, названій автором склобетон, п'ять: «Кольорова Ева», «Я не сама», Птахи (2 шт.), «Великий птах» і фігура птаха. З бетону виготовлено 5 скульптур: Жіноча фігура, Політ, Політ і дві скульптури названі як «Птах». Одна скульптура виконана в техніці патинований бетон: Загроза (5 фігур). Були також перераховані скульптури під назвами Zafrasowanie, Zamyślenie та Composition. Лист Романа Тарковського було одночасно адресовано Департаменту муніципального управління міста Кракова, Окружній раді округу V та президентові Кракова Юзефові Ляссоті. Цю ініціативу підтримав Мечислав Вонторек — художник і сусід Тарковського по близькій до парку вулиці Шопена, а в 1970 році ініціатор організації скульптурної галереї в Краківському парку. У 1993—1994 рр. Вонторек був радним району V та організатором Комітету з догляду за Краківським парком. У зв'язку з цією діяльністю в 1996 році Тарковський звернувся до нього зі своєю ініціативою. Концепція отримала позитивний висновок кафедри комунального господарства та охорони пам'яток, а також була підтримана проф. Януш Богдановський у 1998 році та муніципальний консерватор пам'яток д-р Збігнєв Баєрсдорф 9 квітня 1999 року. Архітектурний факультет, кафедра реклами та естетики — міський художник дав позитивний висновок на монтаж 11 статуй. Після смерті митця в 1999 році скульптури були розміщені в парку згідно з постановою міської ради Кракова від 27 січня 1999 року як «Галерея скульптур Романа Тарковського в Краківському парку». У 2005 році в парку було встановлено додаткову скульптуру Гумористів, також роботи Тарковського.
Більшість скульптур у парку зроблено з декорованого бетону. Бетон при виготовленні вуличних скульптур зазвичай армували для забезпечення стійкості конструкції. Частина статуй зроблена з каменю — пісковика і мармуру, а також з металу — зварного алюмінію. На особливу увагу заслуговують експериментальні скульптурні техніки Романа Тарковського. Це були змішані техніки декорування бетону патинуванням, а також скляним порошком, тирсою та лузгою. Таким чином скульптор дав свої терміни отриманим матеріалам: скло-бетон, тирсо-бетон, патинований лузго-бетон. Під час ремонту парку у 2017—2018 роках скульптури реставрували, повернувши їм первісні кольори, частину з них перемістили, оновили постаменти.

### Список відкритих скульптур у парку
Порядок розташування скульптур відповідає їх розташуванню в парку з півночі на південь.
| Фото | Ім'я                                | Час створення              | Автор                   | Матеріал/техніка                              |
| ---- | ----------------------------------- | -------------------------- | ----------------------- | --------------------------------------------- |
|      | Ева Барвиста                        | 1958 рік                   | Роман Тарковський       | склобетон                                     |
|      | Дозрівання                          | 1967 рік                   | Вінцентій Кучма         | Пінчівський вапняк                            |
|      | Не самотня                          | друга половина 20 ст       | Роман Тарковський       | склобетон                                     |
|      | Пара (закохана пара)                | 70-ті роки. ХХ ст          | Тадеуш Шпунар           | білий бетон                                   |
|      | Стурбований                         | друга половина 20 ст       | Роман Тарковський       | тирсобетон                                    |
|      | Вдумливість                         | друга половина 20 ст       | Роман Тарковський       | склобетон                                     |
|      | Без назви                           | 1967 рік                   | Станіслав Пленсковський | бетон                                         |
|      | Композиція                          | друга половина 20 століття | Роман Тарковський       | черепашник, опилкобетон                       |
|      | Знищення III                        | 1967 рік                   | Богуслав Габрись        | Пінчівський вапняк                            |
|      | турбуватися                         | друга половина 20 століття | Роман Тарковський       | тирсобетон                                    |
|      | птах                                | друга половина 20 століття | Роман Тарковський       | склобетон                                     |
|      | поцілунок                           | 1967 рік                   | Тадеуш Мазурек          | пісковик                                      |
|      | Святовид                            | 70-ті роки. ХХ ст          | Тадеуш Мазурек          | Мармур «Біла Маріанна».                       |
|      | Пташка Велика                       | друга половина 20 ст       | Роман Тарковський       | склобетон, підшивка бетон                     |
|      | Назва невідома — форма абстракційна | 1970-ті роки               | автор невідомий         | Пінчівський вапняк </br> частково патинований |
|      | Скульптура без назви                | 1967 рік                   | Юзеф Сенковський        | Пінчівський вапняк, сталь                     |
|      | Жіноча фігура, Мірія II             | друга половина 20 ст       | Роман Тарковський       | склобетон                                     |
|      | Архітектура Білого Орла             | 1967 рік                   | Кшиштоф Кендзерський    | зварний алюмінієвий лист                      |
|      | Гумористи                           | 1969 рік                   | Роман Тарковський       | бетон                                         |

## Галерея

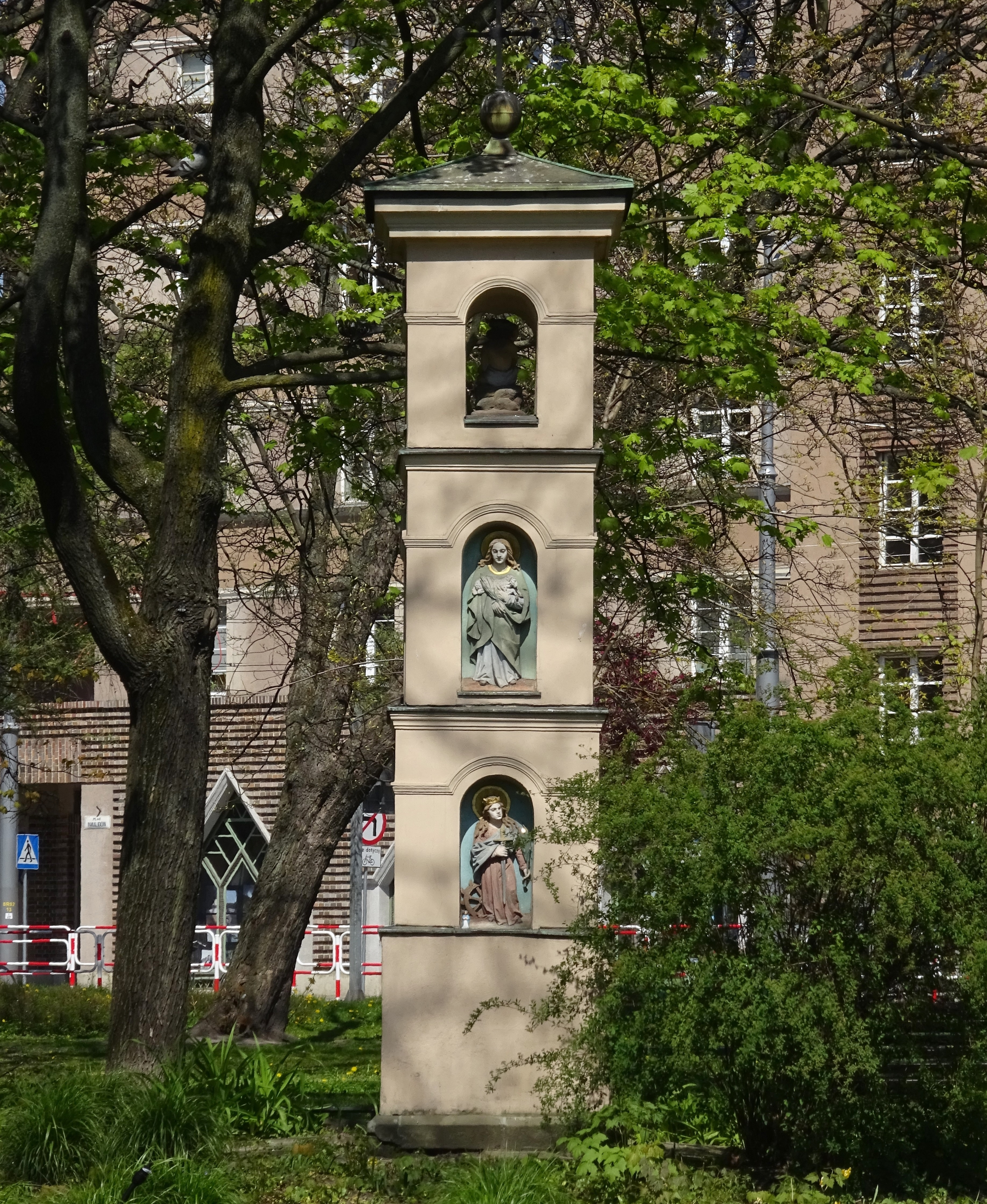
Каплиця, вигляд з півдня
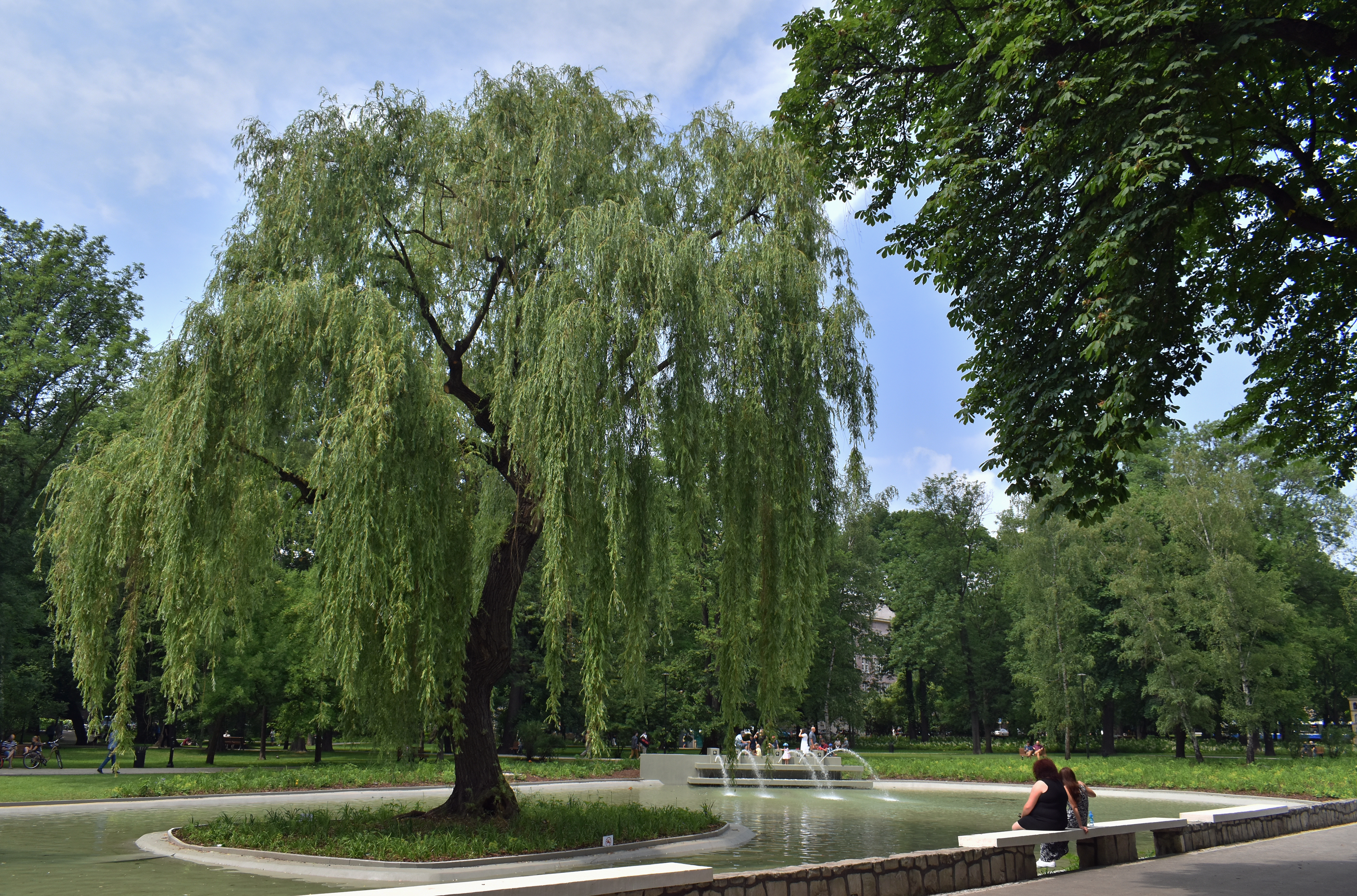
Став
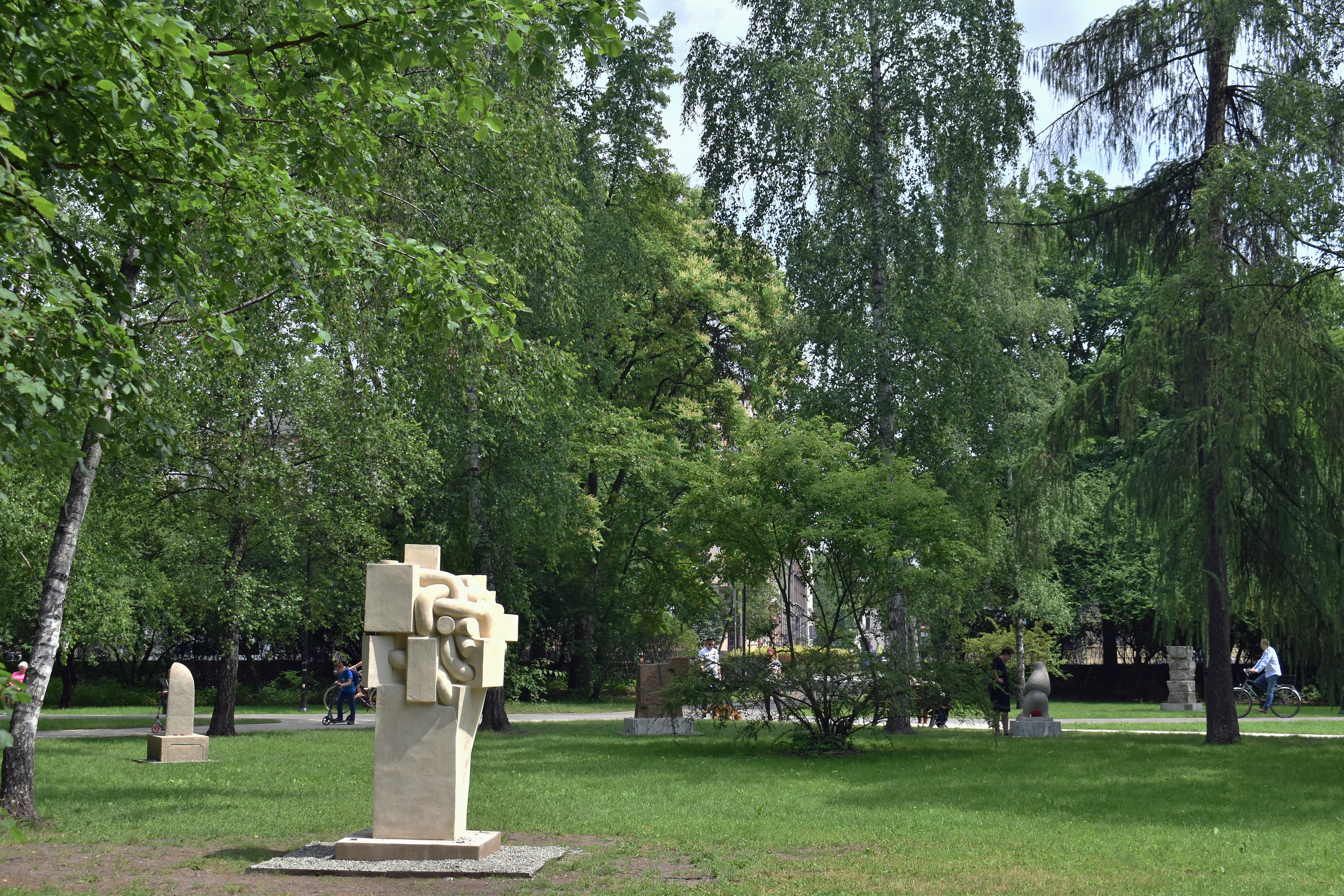
Скульптура
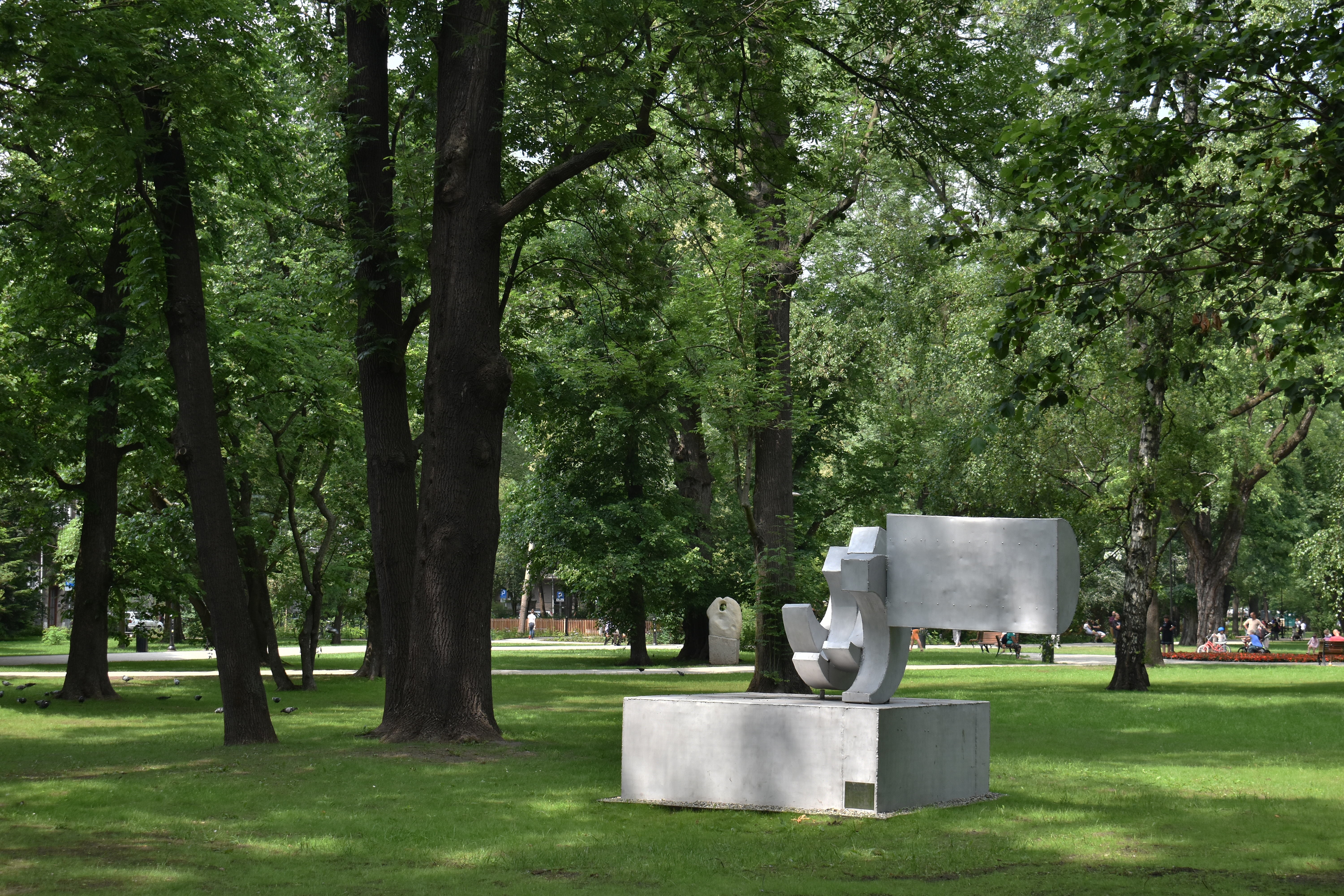
Скульптура
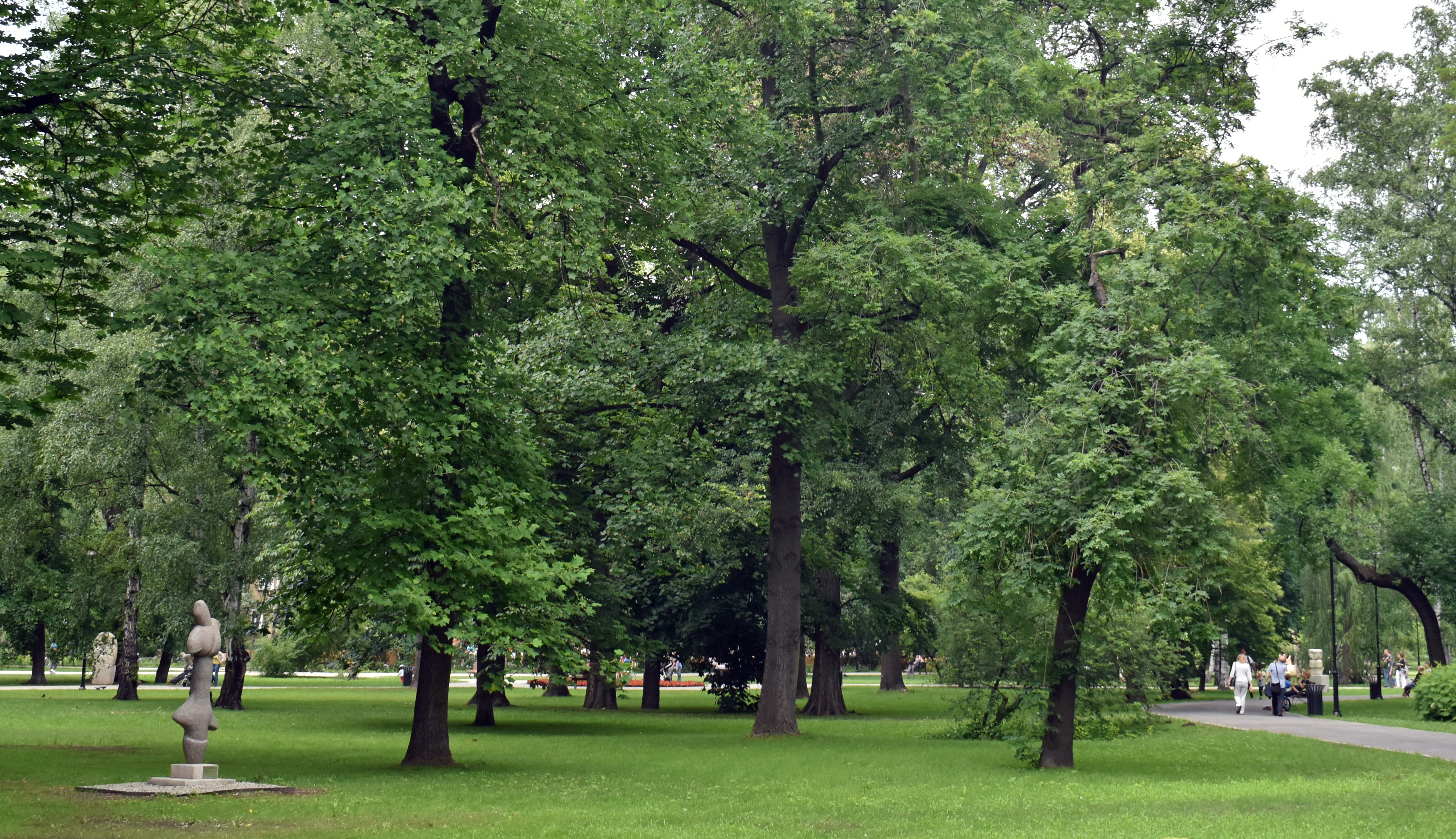
Загальний вигляд
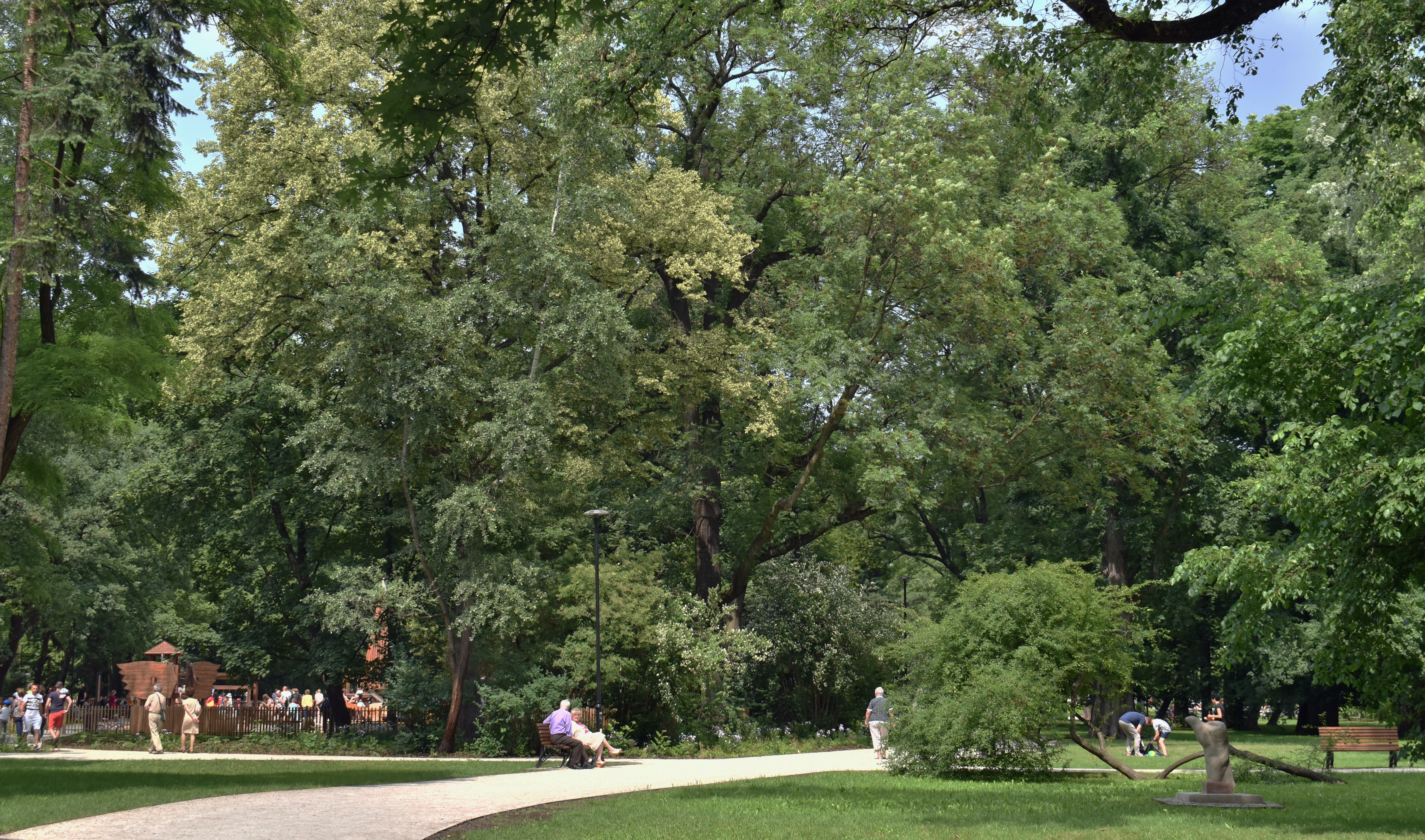
Загальний вигляд
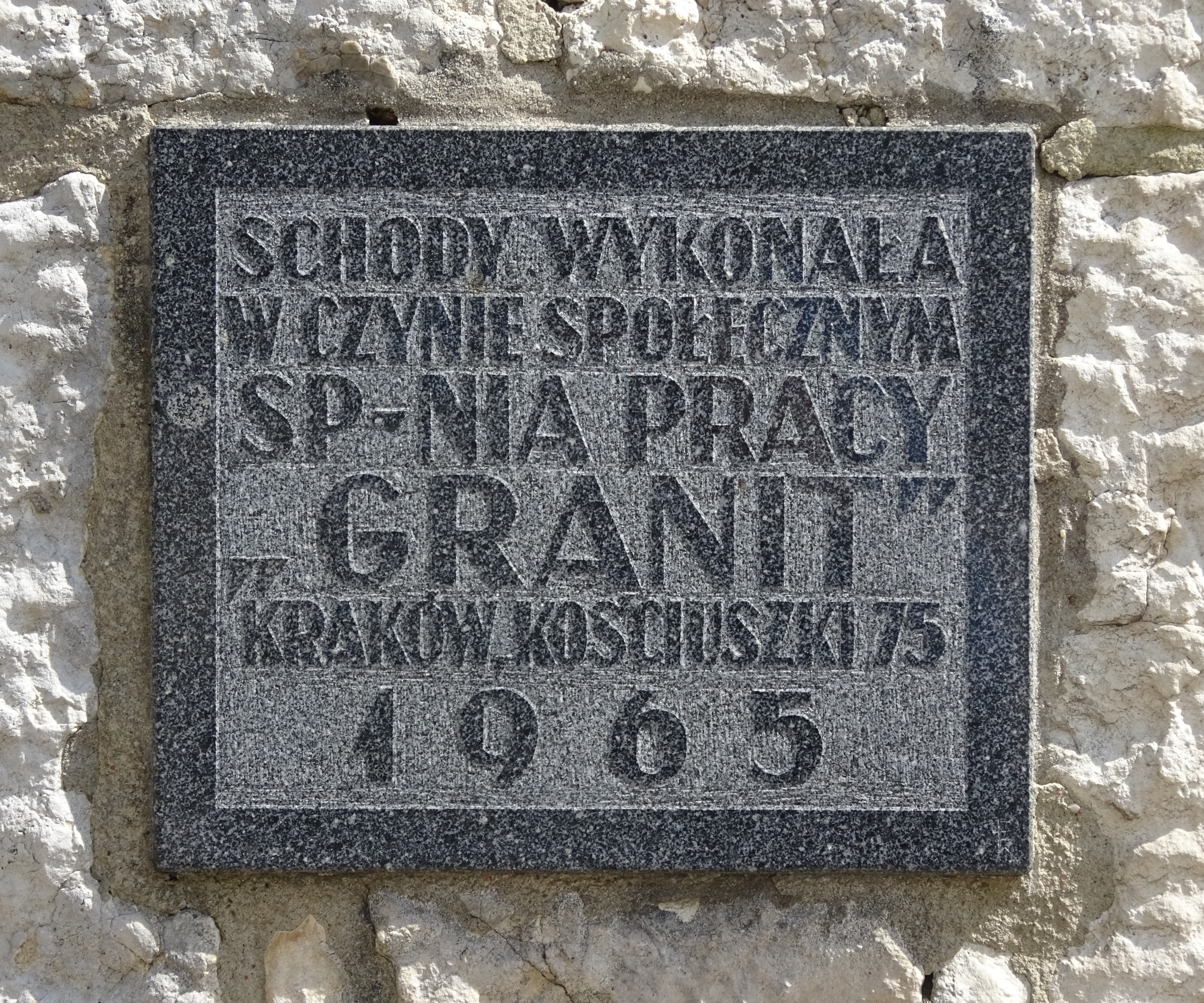
Таблиця на сходах біля входу з сторони Площі Інвалідів